# Cas chrom

Schéma d'un cas chrom.

Le cas chrom ou chas chrom (expression signifiant « pied tordu » en gaélique écossais), également appelé en anglais foot plough (« charrue à pied »), est un type de bêche particulier qui était utilisé pour le travail du sol dans le nord-ouest de l'Écosse. Bien qu'il ne soit plus aussi répandu qu'autrefois, le cas chrom est encore utilisé dans certains endroits, en particulier dans les Hébrides extérieures.
Cet instrument de travail du sol est particulier aux Highlands d'Écosse. Il est utilisé pour retourner la terre là où une charrue ordinaire ne peut aller à cause de la nature caillouteuse du sol.
C'est un outil très ancien qui est décrit de la manière suivante par Robert Archibald Armstrong qui publia en 1825 le premier dictionnaire de langue gaélique :

« Il est lent comparé à la charrue, huit hommes étant nécessaires pour bêcher en un jour avec cet outil autant qu'un cheval labourerait dans le même temps. Il est principalement utilisé pour le travail du sol, et se compose d'un morceau de bois coudé, avec l'extrémité inférieure un peu épaisse, longue d'environ deux pieds et demi, assez droite, et armée à son extrémité d'un fer mince et carré pour fendre la terre. La partie supérieure est appelée le « manche » et la partie inférieure, la « tête ». Le manche, au-dessus du coude, est assez simple, de six pieds de long, et s'amenuise vers l'extrémité qui est mince. Juste en dessous du coude, ou angle, il y a un trou dans lequel doit être fixée une cheville droite destinée au pied droit du travailleur afin qu'il puisse pousser l'instrument dans le sol, tandis que dans le même temps, debout sur le pied gauche et tenant le manche fermement des deux mains, quand il a ainsi placé la tête de l'outil dans la terre, en se courbant il soulève la motte par la pointe ferrée de l'instrument, se servant du « talon », ou partie arrière de la tête, comme d'un pivot. Ce faisant, il la retourne, toujours vers la gauche, et continue ensuite de la même manière avec une autre motte. Voir six ou huit hommes travailler ensemble avec cet instrument, debout sur une jambe et poussant de l'autre, serait un curieux spectacle pour un étranger. Malgré tous ses inconvénients, le cas-chrom est  de tous les instruments le plus apte pour retourner la terre dans cette campagne rocailleuse, là où une charrue ne peut rien ou presque, et là où il n'y a pas de rochers, le sol est généralement si marécageux que le bétail ne peut pas y aller sans s'y enfoncer profondément. »

Dans les îles occidentales pourtant, un homme peut parfois faire avec un cas chrom le même travail que quatre hommes équipés d'une bêche ordinaire, de sorte que s'il est désavantagé par rapport à une charrue tirée par un cheval, il est quand même bien adapté aux conditions locales.